# Cabanadrassus bifasciatus
Cabanadrassus bifasciatus är en spindelart som beskrevs av Cândido Firmino de Mello-Leitão 1941. 
Cabanadrassus bifasciatus ingår i släktet Cabanadrassus och familjen plattbuksspindlar. Inga underarter finns listade.